# Jean-Pierre Jouyet
Jean-Pierre Jouyet, né le 13 février 1954 à Montreuil, est un haut fonctionnaire, lobbyiste et homme politique français. Il a notamment été secrétaire d'État aux Affaires européennes du gouvernement de François Fillon entre 2007 et 2008 et collaborateur de François Hollande en tant que secrétaire général de la présidence de la République entre 2014 et 2017.
Il est président de l'Autorité des marchés financiers de 2008 à 2012, directeur général de la Caisse des dépôts et consignations et président de la banque publique d'investissement (BPI) entre 2012 et 2014, ambassadeur de France au Royaume-Uni entre 2017 et 2019, et ambassadeur, représentant permanent de la France auprès de l'OCDE entre 2019 et 2020. Il rejoint ensuite le cabinet de lobbying Lysios ainsi que le conseil d’administration de Covéa.

## Biographie

### Jeunesse et études
Fils de notaire, Jean-Pierre Jouyet effectue ses études secondaires à l'Établissement Saint-Adjutor. Il obtient le baccalauréat, malgré un 4/20 en mathématiques, ce qui lui permet d'étudier à la faculté de droit de l'université de Rouen. Il y obtient une licence de droit.
Il est ensuite diplômé de l'Institut d'études politiques de Paris (promotion 1976, section Service Public). Son grand oral de fin d'études, qui traite de Joseph Caillaux, est sanctionné par une mention « très bien ». Il obtient un diplôme d'études approfondies (DEA) de droit public à l'université de Paris,.
Il intègre l'ENA en 1978 au sein de la promotion Voltaire, où il cofonde avec François Hollande et Michel Sapin un syndicat visant à la réforme de l'ENA. Il sort, en 1980, classé 9e (voie administration générale). Ce dernier choisissant la Cour des comptes, Jouyet intègre l'Inspection générale des finances.

### Parcours dans l'enseignement
Directeur d'études à l'Institut d'études politiques de Paris de 1981 à 1988, il y est chargé de cours en 1996-1997, puis professeur associé. Il siège au Conseil d'administration de la Fondation nationale des sciences politiques depuis 2006. Depuis novembre 2011, il est professeur associé à l'université de Paris Dauphine.
Il est maître de conférences à l'ENA en 1982 puis en 2006-2007. Il préside la Commission chargée de réfléchir à l'évolution de la procédure de sortie de l'ENA. Il est président d'honneur de l'Institut Aspen France après en avoir été Président jusqu'en juin 2013, date à laquelle Cyril Benoit lui a succédé. Il est également membre du comité scientifique de l'Institut du Bosphore et du comité de parrainage du collège des Bernardins. Il est membre du club Le Siècle.
Du 8 juillet 2011 à avril 2013, il préside le Conseil d'administration de l'Institut Pasteur.

### Carrière administrative et politique
Nommé à l'Inspection générale des finances à la sortie de l'ENA, il occupe ensuite le poste de chef de bureau au service de la législation fiscale au sein du ministère des Finances. Il est, de 1988 à 1991, le directeur de cabinet de Roger Fauroux, ministre de l'Industrie et de l'Aménagement du territoire.
En 1991, il devient chef adjoint du cabinet de Jacques Delors, président de la Commission européenne, puis chef de cabinet de 1994 à 1995.
De 1995 à 1997, il est avocat associé au cabinet Jeantet Associés.
En 1997, il est adjoint au directeur de cabinet du Premier ministre Lionel Jospin jusqu'en 2000. À ce titre, il contribue à la préparation de l'entrée de la France dans la zone euro.
En 2000, il occupe le poste de directeur du Trésor, jusqu'à l'arrivée de Nicolas Sarkozy, ministre de l'Économie et des Finances en 2004. Celui-ci le fait nommer ambassadeur chargé des questions économiques internationales.
Brièvement président de Barclays France en 2005, il est ensuite nommé chef du Service de l'Inspection générale des finances, poste qu'il occupe jusqu'en 2007.
Président d'honneur du club Témoin, où il avait succédé à François Hollande, depuis 1999 et président du club Démocratie en 2000, il est l'un des initiateurs et signataires de l’appel « des Gracques » à une alliance PS-UDF pendant la campagne présidentielle de 2007.

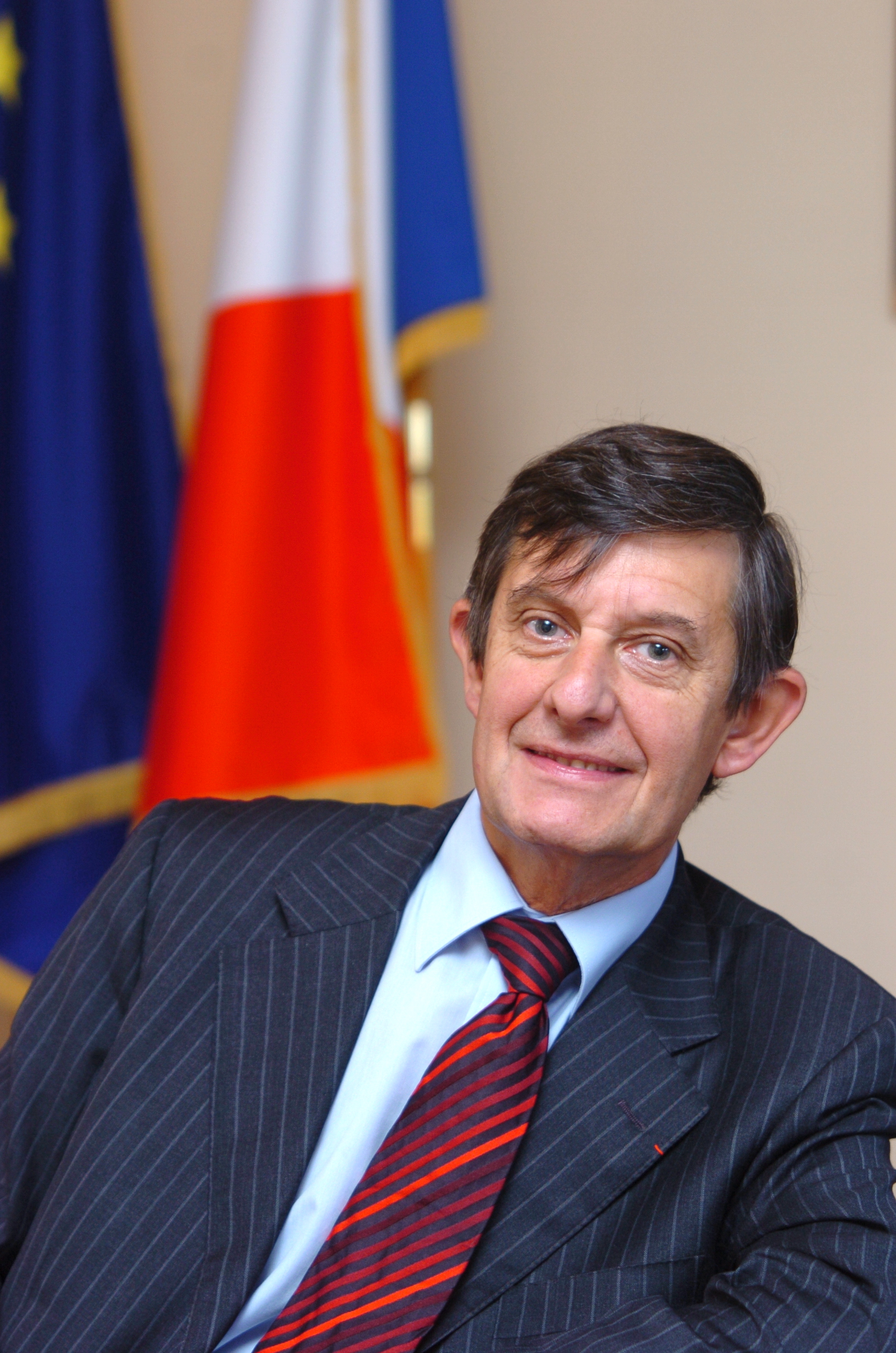
Jean-Pierre Jouyet, Secrétaire d'État aux Affaires européennes, le 09 septembre 2008 à Paris.

Le 18 mai 2007, il devient secrétaire d'État chargé des Affaires européennes auprès du ministre des Affaires étrangères et européennes, Bernard Kouchner, dans le gouvernement de François Fillon. Il a pour mission la préparation et le bon déroulement des négociations de la présidence française du Conseil de l'Union européenne, au deuxième semestre 2008.
À la fin de cette échéance, il est choisi par le président de la République Nicolas Sarkozy pour prendre la tête de l'Autorité des marchés financiers (AMF). Il est nommé par décret du 12 décembre 2008 pour remplacer Michel Prada. Dans le cadre de ses fonctions, il travaille à l'adoption de la loi du 22 octobre 2010 sur la régulation bancaire et financière qui lui confère, ainsi qu'à l'institution qu'il préside, de nouvelles prérogatives et missions. Plusieurs réformes de l'autorité sont mises en application ; s'agissant des sanctions : publicité des sanctions, relèvement du plafond des amendes, mise en place du principe de transaction, droit du collège de faire appel des décisions de la commission des sanctions. Concernant la défense : davantage de place laissée au contradictoire,.
Il demande au législateur d'augmenter les ressources de l'AMF afin qu'elle puisse assurer les nouvelles missions qui lui sont conférées par la loi de régulation bancaire et financière et qu'elle puisse s'adapter aux nouvelles technologies utilisées par les marchés financiers. Au contraire de son prédécesseur plus technicien, il donne à son mandat une dimension très politique.
Le 19 juillet 2012, il est nommé directeur général de la Caisse des dépôts et consignations, après avoir obtenu les 3/5es des voix de la Commission des Finances de l'Assemblée nationale et du Sénat le 10 juillet et président de la Banque publique d'investissement (BPI) le 17 octobre suivant. La création de la BPI accorde aux fonctionnaires titulaires du plan de distribution d’actions gratuites baptisé PAGA de CDC Entreprises la somme de 7,2 millions d’euros sans que Jean-Pierre Jouyet n'intervienne pour s'y opposer,.
Le 9 avril 2014, sa future nomination par François Hollande, comme secrétaire général de la présidence de la République en remplacement de Pierre-René Lemas est annoncée. Elle est rendue effective par l'arrêté du 16 avril. Il est présenté comme ayant joué un rôle déterminant dans l'ascension politique d'Emmanuel Macron,,. L'ayant « pris sous son aile » à l'Inspection des finances alors qu'il était son chef de corps, il lui fait intégrer le cabinet du président et il annonce son entrée au gouvernement. Il agit de concert avec lui par exemple pour éviter la reconduction d'Henri Proglio à la tête d'EDF.
Le 7 juin 2017, il est nommé ambassadeur de France au Royaume-Uni. Il est représentant permanent de la France auprès de l'Organisation de coopération et de développement économiques (OCDE) entre juin 2019, jusqu’à sa retraite en 2020.
En mai 2020, il postule sans succès au poste de ministre d'État de la principauté de Monaco, équivalent du Premier ministre français,.
Il rejoint le cabinet de lobbying Lysios ainsi que le conseil d’administration de Covéa.

## Polémiques

### Affaire Jouyet-Fillon
Le 5 novembre 2014, L'Obs publie des bonnes feuilles d'un ouvrage à paraître, « Sarko m'a tuer ». D'après une déclaration de Jean-Pierre Jouyet, François Fillon aurait demandé, lors d'un déjeuner, que l’Élysée fasse pression sur la justice à l'encontre de Nicolas Sarkozy. François Fillon dément le soir même, et Jean-Pierre Jouyet dément le lendemain.
Le 7 novembre 2014, dans Le Monde daté du 8, Gérard Davet et Fabrice Lhomme, auteurs de l'ouvrage en cause, et ceux qui recueillaient régulièrement des confidences de François Hollande depuis avril 2012 pour le futur livre Un président ne devrait pas dire ça..., répliquent dans un article. Ils confirment que Jean-Pierre Jouyet leur a déclaré avoir reçu de François Fillon une demande d'intervention, et précisent qu'ils ont pour le prouver un enregistrement du 20 septembre. Ils déclarent également que ce qui leur a été dit ce jour-là n'était pour eux qu'une confirmation de ce qu'une « source fiable » (non précisée) leur avait déjà « révélé » peu après le « fameux déjeuner » du 24 juin. Malgré les deux démentis formels des participants à ce déjeuner, Le Monde présente la supposée demande d'intervention comme un fait avéré en titrant « Fillon a sollicité l’Élysée pour accélérer les poursuites judiciaires contre Sarkozy ».
Le 8 novembre, Antoine Gosset-Grainville, qui était le troisième homme présent au déjeuner, assure à son tour qu'« Aucun des propos prêtés à François Fillon n'ont été tenus », et que « Jamais François Fillon n'a demandé ni même évoqué une quelconque intervention de l'Élysée » .
Le 9 novembre, Jean-Pierre Jouyet reconnait que, devant les journalistes, il a effectivement accusé François Fillon d'avoir demandé une intervention auprès de la justice, et se renie en affirmant, cette fois, qu'une telle demande a bien été formulée lors du déjeuner,,. Il contredit ainsi sa déclaration formelle du 6 novembre dans laquelle il avait assuré que « Nous avons parlé d'autre chose » et « il ne m'a, bien entendu, pas demandé une quelconque intervention, démarche par ailleurs inimaginable ».
Antoine Gosset-Grainville, « ami commun de François Fillon et Jean-Pierre Jouyet », et qui a été adjoint puis remplaçant intérimaire de Jean-Pierre Jouyet à la Caisse des dépôts et consignations, réitère alors, le 11 novembre, sa réfutation de la version de Jean-Pierre Jouyet : ayant signalé au passage que c'est à la demande de Jean-Pierre Jouyet que ce déjeuner avait été organisé, il assure que la discussion « n'a pas porté sur des questions de politique nationale, encore moins sur les affaires de l'UMP », et que « à aucun moment François Fillon n'a sollicité la moindre intervention de la part de Jean-Pierre Jouyet sur un quelconque sujet politique »,. Sur BFMTV, Antoine Gosset-Grainville dit trouver « infamant que l'on ait pu prêter à François Fillon des propos aussi éloignés de sa conception de l'engagement politique ».
Plusieurs élus UMP et François Bayrou réclament alors la démission de Jean-Pierre Jouyet,,. En réponse, Manuel Valls, Premier ministre en exercice, soutenant implicitement Jean-Pierre Jouyet, affirme qu'il refuse de « rentrer dans la polémique » tout en rappelant les conflits existant à l'UMP. François Fillon porte plainte pour diffamation contre Jean-Pierre Jouyet et les deux journalistes. Le 20 novembre, le tribunal de grande instance de Paris rejette sa demande de récupérer l'enregistrement réalisé par ces derniers et dans lequel le secrétaire général de l'Élysée le met en cause. Le 9 juillet 2015, tous trois sont relaxés des poursuites en diffamation. Cette relaxe est confirmée en appel le 17 mars 2016. Le caractère diffamatoire des propos a été retenu, mais les journalistes ont été relaxés pour leur bonne foi et les juges ont considéré que Jean-Pierre Jouyet ne pouvait être tenu pour complice car il ignorait que le contenu de son entretien serait diffusé par les journalistes. Aux yeux de maître Versini-Campinchi, défenseur de François Fillon, cela revient à dire que « la cour d’appel a considéré que le secrétaire général de l’Élysée est un demeuré mental ».

### Soupçons de détournement de fonds publics
Du 21 au 28 mars 2024, Jean-Pierre Jouyet devait être jugé pour favoritisme et détournement de fonds publics dans le cadre de contrats passés par la Caisse des dépôts. L'enquête ouverte par le parquet national financier en décembre 2014 donne lieu à des investigations. Celles-ci mettent à jour six contrats de prestations de service conclus avec la CDC ou la CDC internationale et AB conseil entre 2008 et 2012 pour un montant de 925 000 euros, quatre commandes à la société Champerard pour un montant total de 333 596 euros, ainsi que deux contrats conclus par ADP avec X Diagnostic (30 000 euros) et AB Conseil (89 700 euros). 
En raison de l'état de santé de l'un des avocats des prévenus, le procès est reporté et se déroulera du 25 novembre au 2 décembre 2024. À son terme, jusqu’à un an de prison ferme et 375 000 euros d’amende sont requis contre les cinq prévenus, dont Jean-Pierre Jouyet, Augustin de Romanet, et Alain Bauer, soupçonnés de favoritisme pour les deux premiers et de recel pour le troisième.
Le 5 mars 2025 le tribunal correctionnel de Paris reconnaît coupable Jean-Pierre Jouyet de favoritisme et de recel et lui inflige une amende de 30 000 euros.

## Pensée politique
Il est partisan de la social-démocratie.

## Décorations
- Officier de la Légion d'honneur (2009) [62]; chevalier en 2001.
- Officier de l'ordre national du Mérite (2004)[63] ; chevalier en 1997.

## Vie privée
Jean-Pierre Jouyet est le fils de Paul Jouyet, notaire, gaulliste et catholique, maire d'Écos, conseiller général RPR de l'Eure, et d'Hélène Lavalette, propriétaire et dirigeante d'une société de location de terrains et de biens immobiliers, morte le 28 mars 2015.
Jean-Pierre Jouyet a deux frères : Michel et François, notaires associés, qui ont repris l'étude notariale de leur père. Michel Jouyet a été également maire de Vexin-sur-Epte, commune nouvelle créée en 2016 et qui comprend l'ancienne commune d'Écos où son père était déjà maire. C'est ce cabinet notarial familial qui a établi en 1990 les statuts de la SCI du couple Hollande-Royal. Michel Jouyet a également été réélu quatre fois conseiller général du canton.
Catholique pratiquant, Jean-Pierre Jouyet a épousé en premières noces le 21 juillet 1981 Maryvonne Kerdavid, dont il fit la connaissance à Sciences-Po et avec laquelle il a quatre enfants : Pierre-Étienne, Jérôme, Raphaël, et Inès. L'un d'entre eux, Raphaël, s'est suicidé le 30 octobre 2012. Divorcé, il a épousé en secondes noces le 28 janvier 2006 Brigitte Taittinger, PDG des parfums Annick Goutal jusqu’en décembre 2012 et directrice de la stratégie de Sciences Po de 2013 à 2017, elle-même divorcée avec cinq enfants de Nicolas de Warren. Ils ont eu une fille de ce deuxième mariage. Les témoins du mariage furent François Hollande et Christophe de Margerie. Brigitte Taittinger, issue de la famille propriétaire des champagnes Taittinger, est la fille de Claude Taittinger et de Catherine Haroüard de Suarez d'Aulan, et l'une des petites-filles de Pierre Taittinger et de Jean d'Aulan,.
En mai 2016, un soupçon de favoritisme frappe le recrutement de la belle-fille de Jean-Pierre Jouyet, Judith de Warren, comme adjointe au directeur du mécénat du musée du Quai Branly alors qu'elle ne remplissait pas les cinq années d'expérience dans le mécénat exigées dans la fiche de poste,,,.

## Publications
- N'enterrez pas la France, avec Philippe Mabille, Paris, Robert Laffont, 2007.  (ISBN 978-2221107881)[78]
- Une présidence de crises, avec Sophie Coignard, Paris, Albin Michel, 2009.  (ISBN 978-2226189936)[79]. Cet ouvrage raconte les six mois de présidence française du Conseil de l'Union européenne.
- Nous les avons tant aimés, ou la chanson d'une génération, Paris, Robert Laffont, 2010.  (ISBN 2221115716)
- Ils ont fait la révolution sans le savoir, Albin Michel, 2016, 232 p.  (ISBN 9782226391810) Ce livre a reçu le Prix des députés 2011, décerné par les députés de l'Assemblée nationale le 2 avril 2011[80].
- L'envers du décor, Albin Michel, 2020  (ISBN 978-2226452283)
- Notre vieux royaume, Albin Michel, 2022  (ISBN 978-2-226-46438-5)
- Est-ce bien nécessaire Monsieur le Ministre ?, Albin Michel, 2023